# 李昂 (足球运动员)
李昂（1993年9月15日—），男，中国足球运动员，现效力于中超球队上海海港。

## 俱乐部生涯
李昂在2011年和2012年代表江苏青年参加中国足球乙级联赛。
2014年，他进入中国足球超级联赛球队江苏舜天一线队。2014年3月8日，他在2014赛季首轮江苏舜天0比0战平贵州人和的比赛首发出场，首次代表江苏舜天亮相。5月11日，在江苏舜天1-0客场战胜长春亚泰队的比赛中，以任意球方式为球队取得制胜进球，这也是他职业生涯在中超赛场打进的首粒进球。

## 国家队生涯
2014年6月22日，李昂在中国0比0战平马其顿的友谊赛首发出场，上演成年国家队首秀。2021年，为备战3月开踢的卡塔尔世预赛亚洲区40强赛下半程比赛，中国男足将于1月22日至2月10日在海口展开2021年首期集训，他入选27人名单。